# 천안성성초등학교
천안성성초등학교는 대한민국 충청남도 천안시 서북구에 있는 공립 초등학교이다.

## 학교 연혁
- 2018년 3월 1일: 개교
- 2019년 1월 4일: 제1회 59명 졸업